# 春の日は過ぎゆく
『春の日は過ぎゆく』（はるのひはすぎゆく、原題：봄날은 간다）は、2001年公開の韓国映画。『八月のクリスマス』のホ・ジノ監督の第2作。第21回青龍映画賞の最優秀作品賞受賞作品。

## ストーリー
冬、録音技師のサンウ（ユ・ジテ）はラジオ番組のDJ兼プロデューサーのウンス（イ・ヨンエ）と知り合い、二人は恋に落ちる。春の日々が過ぎ、二人の仲はいっそう深まっていくものの、サンウが結婚を意識するようになった頃から離婚経験のあるウンスは次第に気持ちが揺らぐようになる。二人の関係が少しずつ変化しつつもウンスへの想いがいっそう募っていくサンウだったが、ウンスはそんなサンウのことを負担に思うようになり別れを切り出す。

## キャスト
- サンウ：ユ・ジテ
- ウンス：イ・ヨンエ
- サンウの祖母：ペク・ソンヒ
- サンウの父：パク・イナン
- サンウの叔母：シン・シネ
- 音楽プロデューサー：ペク・チョンハク

## 受賞
- 第21回青龍映画賞：最優秀作品賞
- 第21回韓国映画評論家協会賞：最優秀作品賞
- 第21回韓国映画評論家協会賞：撮影賞（キム・ヒョング）
- 第38回百想芸術大賞：監督賞（ホ・ジノ）
- 第1回釜山映画評論家協会賞：最優秀作品賞
- 第1回釜山映画評論家協会賞：監督賞（ホ・ジノ）
- 第1回釜山映画評論家協会賞：主演女優賞（イ・ヨンエ）

## 備考
- エンディングの歌「春の日は過ぎゆく」は紫雨林のキム・ユナが歌唱した。キム・ユナ自身が作詞し、松任谷由実が作曲した。